# Aprepitant
Aprepitantul (cu denumirea comercială Emend) este un medicament antiemetic de tip antagonist NK1, fiind utilizat în tratamentul grețurilor și vărsăturilor produse de chimioterapie sau a celor postoperatorii. Calea de administrare disponibilă este cea orală. Există și o formă pentru uz injectabil, denumită fosaprepitant.
Molecula a fost  aprobată pentru uz medical în anul 2003. Se află pe lista medicamentelor esențiale ale Organizației Mondiale a Sănătății.

## Utilizări medicale
Aprepitantul este utilizat în tratamentul grețurilor și vărsăturilor, mai exact cele produse de chimioterapie (asociate chimioterapiei antineoplazice cu potențial emetogen moderat sau mare) sau a celor care apar postoperatoriu. Se poate utiliza concomitent cu ondansetron sau dexametazonă.

## Reacții adverse
Principalele reacții adverse asociate tratamentului cu aprepitant sunt: oboseala, lipsa apetitului, diaree, sughiț și mâncărimi. Mai rar, poate induce reacții alergice severe și anafilaxie.

## Mecanism de acțiune
Aprepitantul este un antagonist al receptorilor neurokininici NK1, scăzând senzația de vomă.